# Ceratina rectangulifera
Ceratina rectangulifera là một loài Hymenoptera trong họ Apidae. Loài này được Schwarz & Michener mô tả khoa học năm 1954.